# Chamaepetes
Chamaepetes je rod ptica iz porodice Cracidae. Ove ptice žive isključivo u Srednjoj i Južnoj Americi. Uključuje sljedeće dvije vrste:
- Modrolici guan (Chamaepetes goudotii) - Kostarika i Panama
- Crni guan (Chamaepetes unicolor) - Ande